# Saint-Junien-la-Bregère
Saint-Junien-la-Bregère è un comune francese di 155 abitanti situato nel dipartimento della Creuse nella regione della Nuova Aquitania.

## Società

### Evoluzione demografica
Abitanti censiti